# Skilanglauf-Alpencup 2022/23
Der Skilanglauf-Alpencup 2022/23 war eine von der FIS organisierte Wettkampfserie, die zum Unterbau des Skilanglauf-Weltcups 2022/23 gehörte. Sie begann am 3. Dezember 2022 in Santa Caterina Valfurva und endete am 19. März 2023 in Toblach. Die Gesamtwertung der Männer gewann Julien Arnaud und bei den Frauen wurde Helen Hoffmann Erste in der Gesamtwertung.

## Männer

### Resultate
| 1. Alpencup in Santa Caterina Valfurva, 3. und 4. Dezember 2022 | 1. Alpencup in Santa Caterina Valfurva, 3. und 4. Dezember 2022 | 1. Alpencup in Santa Caterina Valfurva, 3. und 4. Dezember 2022 | 1. Alpencup in Santa Caterina Valfurva, 3. und 4. Dezember 2022 | 1. Alpencup in Santa Caterina Valfurva, 3. und 4. Dezember 2022 |
| --------------------------------------------------------------- | --------------------------------------------------------------- | --------------------------------------------------------------- | --------------------------------------------------------------- | --------------------------------------------------------------- |
| Datum                                                           | Disziplin                                                       | Erster Platz                                                    | Zweiter Platz                                                   | Dritter Platz                                                   |
| 3. Dezember 2022                                                | Sprint Freistil                                                 | Simone Mocellini                                                | Mikael Abram                                                    | Giacomo Gabrielli                                               |
| 4. Dezember 2022                                                | 10 km klassisch                                                 | Dietmar Nöckler                                                 | Oskar Kardin                                                    | Johan Hoel                                                      |

| 2. Alpencup in St. Ulrich am Pillersee, 17. und 18. Dezember 2022 | 2. Alpencup in St. Ulrich am Pillersee, 17. und 18. Dezember 2022 | 2. Alpencup in St. Ulrich am Pillersee, 17. und 18. Dezember 2022 | 2. Alpencup in St. Ulrich am Pillersee, 17. und 18. Dezember 2022 | 2. Alpencup in St. Ulrich am Pillersee, 17. und 18. Dezember 2022 |
| ----------------------------------------------------------------- | ----------------------------------------------------------------- | ----------------------------------------------------------------- | ----------------------------------------------------------------- | ----------------------------------------------------------------- |
| Datum                                                             | Disziplin                                                         | Erster Platz                                                      | Zweiter Platz                                                     | Dritter Platz                                                     |
| 17. Dezember 2022                                                 | Sprint klassisch                                                  | Luděk Šeller                                                      | Ondřej Černý                                                      | Julien Arnaud                                                     |
| 18. Dezember 2022                                                 | 10 km Freistil                                                    | Elia Barp                                                         | Anian Sossau                                                      | Sabin Coupat                                                      |

| 3. Alpencup in Oberstdorf, 7. und 8. Januar 2023 | 3. Alpencup in Oberstdorf, 7. und 8. Januar 2023 | 3. Alpencup in Oberstdorf, 7. und 8. Januar 2023 | 3. Alpencup in Oberstdorf, 7. und 8. Januar 2023 | 3. Alpencup in Oberstdorf, 7. und 8. Januar 2023 |
| ------------------------------------------------ | ------------------------------------------------ | ------------------------------------------------ | ------------------------------------------------ | ------------------------------------------------ |
| Datum                                            | Disziplin                                        | Erster Platz                                     | Zweiter Platz                                    | Dritter Platz                                    |
| 7. Januar 2023                                   | Sprint klassisch                                 | Simone Daprà                                     | Janik Riebli                                     | Jan Stölben                                      |
| 8. Januar 2023                                   | 20 km klassisch Massenstart                      | Simone Daprà                                     | Jan-Friedrich Doerks                             | Cédric Steiner                                   |

| 4. Alpencup in Campra, 18. und 19. Februar 2023 | 4. Alpencup in Campra, 18. und 19. Februar 2023 | 4. Alpencup in Campra, 18. und 19. Februar 2023 | 4. Alpencup in Campra, 18. und 19. Februar 2023 | 4. Alpencup in Campra, 18. und 19. Februar 2023 |
| ----------------------------------------------- | ----------------------------------------------- | ----------------------------------------------- | ----------------------------------------------- | ----------------------------------------------- |
| Datum                                           | Disziplin                                       | Erster Platz                                    | Zweiter Platz                                   | Dritter Platz                                   |
| 18. Februar 2023                                | Sprint Freistil                                 | Michael Hellweger                               | Jan Stölben                                     | Arnaud Chautemps                                |
| 19. Februar 2023                                | 20 km klassisch Massenstart                     | Thomas Bing                                     | Florian Notz                                    | Rémi Bourdin                                    |

| 5. Alpencup in Prémanon, 4. und 5. März 2023 | 5. Alpencup in Prémanon, 4. und 5. März 2023 | 5. Alpencup in Prémanon, 4. und 5. März 2023 | 5. Alpencup in Prémanon, 4. und 5. März 2023 | 5. Alpencup in Prémanon, 4. und 5. März 2023 |
| -------------------------------------------- | -------------------------------------------- | -------------------------------------------- | -------------------------------------------- | -------------------------------------------- |
| Datum                                        | Disziplin                                    | Erster Platz                                 | Zweiter Platz                                | Dritter Platz                                |
| 4. März 2023                                 | 10 km Freistil                               | Florian Notz                                 | Lorenzo Romano                               | Antonin Savary                               |
| 5. März 2023                                 | 10 km klassisch Massenstart                  | Florian Notz                                 | Thomas Bing                                  | Rémi Bourdin                                 |

| 6. Alpencup in Toblach, 17. bis 19. März 2023 | 6. Alpencup in Toblach, 17. bis 19. März 2023 | 6. Alpencup in Toblach, 17. bis 19. März 2023 | 6. Alpencup in Toblach, 17. bis 19. März 2023 | 6. Alpencup in Toblach, 17. bis 19. März 2023 |
| --------------------------------------------- | --------------------------------------------- | --------------------------------------------- | --------------------------------------------- | --------------------------------------------- |
| Datum                                         | Disziplin                                     | Erster Platz                                  | Zweiter Platz                                 | Dritter Platz                                 |
| 17. März 2023                                 | Sprint Freistil                               | Giacomo Gabrielli                             | Erwan Käser                                   | Riccardo Bernardi                             |
| 18. März 2023                                 | 10 km Freistil                                | Antonin Savary                                | Lorenzo Romano                                | Giandomenico Salvadori                        |
| 19. März 2023                                 | 15 km klassisch Verfolgung                    | Luca Del Fabbro                               | Thomas Bing                                   | Elia Barp                                     |

### Gesamtwertung Männer
| Rang | Name           | Punkte |
| ---- | -------------- | ------ |
| 1.   | Julien Arnaud  | 492    |
| 2.   | Thomas Bing    | 442    |
| 3.   | Rémi Bourdin   | 407    |
| 4.   | Giovanni Ticco | 363    |
| 5.   | Mikael Abram   | 353    |
| 6.   | Antonin Savary | 313    |
| 7.   | Victor Lovera  | 305    |
| 8.   | Elia Barp      | 285    |
| 9.   | Fabrizio Poli  | 281    |
| 10.  | Florian Notz   | 280    |

| Rang | Name                   | Punkte |
| ---- | ---------------------- | ------ |
| 11.  | Giandomenico Salvadori | 275    |
| 12.  | Sabin Coupat           | 245    |
| 13.  | Lorenzo Romano         | 239    |
| 14.  | Alessandro Chiocchetti | 233    |
| 15.  | Luca Del Fabbro        | 220    |
| 16.  | Simone Daprà           | 213    |
| 17.  | Anian Sossau           | 212    |
| 18.  | Arnaud Chautemps       | 203    |
| 19.  | Jan Stölben            | 202    |
| 20.  | Mattia Armellini       | 189    |

| Rang | Name              | Punkte |
| ---- | ----------------- | ------ |
| 21.  | Gaspard Rousset   | 169    |
| 22.  | Josef Fässler     | 168    |
| 23.  | Mathieu Goalabré  | 167    |
| 24.  | Riccardo Bernardi | 162    |
| 24.  | Nicola Wigger     | 162    |
| 26.  | Cédric Steiner    | 160    |
| 27.  | Giacomo Gabrielli | 156    |
| 28.  | Martin Coradazzi  | 152    |
| 29.  | Simon Vuillet     | 150    |
| 30.  | Luděk Šeller      | 145    |

## Frauen

### Resultate
| 1. Alpencup in Santa Caterina Valfurva, 3. und 4. Dezember 2022 | 1. Alpencup in Santa Caterina Valfurva, 3. und 4. Dezember 2022 | 1. Alpencup in Santa Caterina Valfurva, 3. und 4. Dezember 2022 | 1. Alpencup in Santa Caterina Valfurva, 3. und 4. Dezember 2022 | 1. Alpencup in Santa Caterina Valfurva, 3. und 4. Dezember 2022 |
| --------------------------------------------------------------- | --------------------------------------------------------------- | --------------------------------------------------------------- | --------------------------------------------------------------- | --------------------------------------------------------------- |
| Datum                                                           | Disziplin                                                       | Erster Platz                                                    | Zweiter Platz                                                   | Dritter Platz                                                   |
| 3. Dezember 2022                                                | Sprint Freistil                                                 | Federica Sanfilippo                                             | Lena Keck                                                       | Anja Weber                                                      |
| 4. Dezember 2022                                                | 10 km klassisch                                                 | Martina Di Centa                                                | Juliette Ducordeau                                              | Anikken Gjerde Alnæs                                            |

| 2. Alpencup in St. Ulrich am Pillersee, 17. und 18. Dezember 2022 | 2. Alpencup in St. Ulrich am Pillersee, 17. und 18. Dezember 2022 | 2. Alpencup in St. Ulrich am Pillersee, 17. und 18. Dezember 2022 | 2. Alpencup in St. Ulrich am Pillersee, 17. und 18. Dezember 2022 | 2. Alpencup in St. Ulrich am Pillersee, 17. und 18. Dezember 2022 |
| ----------------------------------------------------------------- | ----------------------------------------------------------------- | ----------------------------------------------------------------- | ----------------------------------------------------------------- | ----------------------------------------------------------------- |
| Datum                                                             | Disziplin                                                         | Erster Platz                                                      | Zweiter Platz                                                     | Dritter Platz                                                     |
| 17. Dezember 2022                                                 | Sprint klassisch                                                  | Désirée Steiner                                                   | Mélissa Gal                                                       | Barbora Antošová                                                  |
| 18. Dezember 2022                                                 | 10 km Freistil                                                    | Helen Hoffmann                                                    | Kateřina Razýmová                                                 | Mélissa Gal                                                       |

| 3. Alpencup in Oberstdorf, 7. und 8. Januar 2023 | 3. Alpencup in Oberstdorf, 7. und 8. Januar 2023 | 3. Alpencup in Oberstdorf, 7. und 8. Januar 2023 | 3. Alpencup in Oberstdorf, 7. und 8. Januar 2023 | 3. Alpencup in Oberstdorf, 7. und 8. Januar 2023 |
| ------------------------------------------------ | ------------------------------------------------ | ------------------------------------------------ | ------------------------------------------------ | ------------------------------------------------ |
| Datum                                            | Disziplin                                        | Erster Platz                                     | Zweiter Platz                                    | Dritter Platz                                    |
| 7. Januar 2023                                   | Sprint klassisch                                 | Coletta Rydzek                                   | Nadja Kälin                                      | Verena Veit                                      |
| 8. Januar 2023                                   | 20 km klassisch Massenstart                      | Nadja Kälin                                      | Lea Fischer                                      | Helen Hoffmann                                   |

| 4. Alpencup in Campra, 18. und 19. Februar 2023 | 4. Alpencup in Campra, 18. und 19. Februar 2023 | 4. Alpencup in Campra, 18. und 19. Februar 2023 | 4. Alpencup in Campra, 18. und 19. Februar 2023 | 4. Alpencup in Campra, 18. und 19. Februar 2023 |
| ----------------------------------------------- | ----------------------------------------------- | ----------------------------------------------- | ----------------------------------------------- | ----------------------------------------------- |
| Datum                                           | Disziplin                                       | Erster Platz                                    | Zweiter Platz                                   | Dritter Platz                                   |
| 18. Februar 2023                                | Sprint Freistil                                 | Clémence Didierlaurent                          | Lisa Lohmann                                    | Julie Pierrel                                   |
| 19. Februar 2023                                | 20 km klassisch Massenstart                     | Lisa Lohmann                                    | Martina Bellini                                 | Germana Thannheimer                             |

| 5. Alpencup in Prémanon, 4. und 5. März 2023 | 5. Alpencup in Prémanon, 4. und 5. März 2023 | 5. Alpencup in Prémanon, 4. und 5. März 2023 | 5. Alpencup in Prémanon, 4. und 5. März 2023 | 5. Alpencup in Prémanon, 4. und 5. März 2023 |
| -------------------------------------------- | -------------------------------------------- | -------------------------------------------- | -------------------------------------------- | -------------------------------------------- |
| Datum                                        | Disziplin                                    | Erster Platz                                 | Zweiter Platz                                | Dritter Platz                                |
| 4. März 2023                                 | 10 km Freistil                               | Helen Hoffmann                               | Lisa Lohmann                                 | Julie Pierrel                                |
| 5. März 2023                                 | 10 km klassisch Massenstart                  | Helen Hoffmann                               | Verena Veit                                  | Eve-Ondine Duchaufour                        |

| 6. Alpencup in Toblach, 17. bis 19. März 2023 | 6. Alpencup in Toblach, 17. bis 19. März 2023 | 6. Alpencup in Toblach, 17. bis 19. März 2023 | 6. Alpencup in Toblach, 17. bis 19. März 2023 | 6. Alpencup in Toblach, 17. bis 19. März 2023 |
| --------------------------------------------- | --------------------------------------------- | --------------------------------------------- | --------------------------------------------- | --------------------------------------------- |
| Datum                                         | Disziplin                                     | Erster Platz                                  | Zweiter Platz                                 | Dritter Platz                                 |
| 17. März 2023                                 | Sprint Freistil                               | Anja Weber                                    | Helen Hoffmann                                | Lena Keck                                     |
| 18. März 2023                                 | 10 km Freistil                                | Helen Hoffmann                                | Anja Weber                                    | Katherine Sauerbrey                           |
| 19. März 2023                                 | 15 km klassisch Verfolgung                    | Anja Weber                                    | Martina Di Centa                              | Helen Hoffmann                                |

### Gesamtwertung Frauen
| Rang | Name                   | Punkte |
| ---- | ---------------------- | ------ |
| 1.   | Helen Hoffmann         | 693    |
| 2.   | Anja Weber             | 446    |
| 3.   | Martina Bellini        | 399    |
| 4.   | Julie Pierrel          | 378    |
| 5.   | Clémence Didierlaurent | 357    |
| 6.   | Verena Veit            | 349    |
| 7.   | Germana Thannheimer    | 347    |
| 8.   | Mélissa Gal            | 342    |
| 9.   | Eve-Ondine Duchaufour  | 336    |
| 10.  | Lisa Lohmann           | 289    |

| Rang | Name                   | Punkte |
| ---- | ---------------------- | ------ |
| 11.  | Lena Keck              | 285    |
| 12.  | Martina Di Centa       | 280    |
| 13.  | Sara Hutter            | 260    |
| 14.  | Amelie Hofmann         | 239    |
| 15.  | Maria Eugenia Boccardi | 230    |
| 16.  | Désirée Steiner        | 224    |
| 17.  | Veronica Silvestri     | 208    |
| 18.  | Federica Cassol        | 207    |
| 19.  | Giuliana Werro         | 201    |
| 20.  | Katherine Sauerbrey    | 191    |

| Rang | Name               | Punkte |
| ---- | ------------------ | ------ |
| 21.  | Nadja Kälin        | 180    |
| 22.  | Lara Dellit        | 174    |
| 23.  | Stefania Corradini | 173    |
| 24.  | Alexandra Danner   | 172    |
| 25.  | Saskia Nürnberger  | 161    |
| 26.  | Nicole Monsorno    | 143    |
| 27.  | Coralie Bentz      | 130    |
| 28.  | Lea Fischer        | 120    |
| 29.  | Laura Colombo      | 115    |
| 30.  | Carola Vila Obiols | 113    |